# Wolmirstedt
Wolmirstedt is een gemeente in de Duitse deelstaat Saksen-Anhalt, gelegen in de Landkreis Börde. De plaats telt 11.376 inwoners.

## Indeling gemeente
De gemeente bestaat uit de volgende Ortsteile:
- Elbeu
- Farsleben
- Glindenberg
- Mose

## Geboren
- Elisabeth Eichholz (1939-2022), wielrenster
- Steffen Wesemann (1971), wielrenner

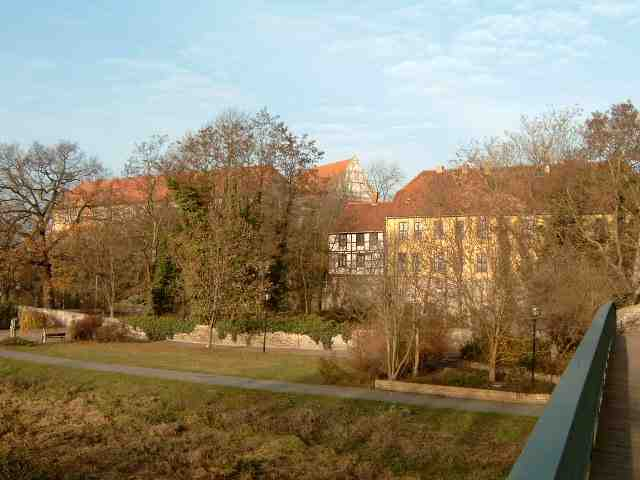
Kasteel Wolmirstedt

Altenhausen ·
Am Großen Bruch ·
Angern ·
Ausleben ·
Barleben ·
Beendorf ·
Bülstringen ·
Burgstall ·
Calvörde ·
Colbitz ·
Eilsleben ·
Erxleben ·
Flechtingen ·
Gröningen ·
Haldensleben ·
Harbke ·
Hohe Börde ·
Hötensleben ·
Ingersleben ·
Kroppenstedt ·
Loitsche-Heinrichsberg ·
Niedere Börde ·
Oebisfelde-Weferlingen ·
Oschersleben (Bode) ·
Rogätz ·
Sommersdorf ·
Sülzetal ·
Ummendorf ·
Völpke ·
Wanzleben-Börde ·
Wefensleben ·
Westheide ·
Wolmirstedt ·
Zielitz